# Leti (Sprache, Indonesien)
Leti ist eine malayo-polynesische Sprache. Sie wird von den etwa 7000 Einwohnern der indonesischen Molukkeninsel Leti gesprochen. Außerdem findet sie als Ritual- und Handelssprache im Verwaltungsamt Tutuala an der Ostspitze Timors Verwendung, so beim Mechifest. Leti ist nah verwandt mit der Sprache Luang, die weiter östlich gesprochen wird.